# أنطونيو سوتو
أنطونيو سوتو (بالإسبانية: Antonio Soto)‏ هو نقابي أرجنتيني وإسباني، ولد في 8 أكتوبر 1897 في فيرول في إسبانيا، وتوفي في 11 مايو 1963 في بونتا أريناس في تشيلي.